# Ștefănești (Argeș megye)
Ștefănești város Argeș megyében, Munténiában, Romániában.
Régi neve: Florica.
Városi rangját 2004-ben kapta meg.

## Hírességek
- Ion I. C. Brătianu (1864–1927) - közgazdász, politikus
- Oana Stoica-Mujea (1981–) - író
- Costin Tănăsescu (1971–) - költő